# Új-Dél-Wales zászlaja
A zászlót 1876. február 15-én vonták fel. Ez a zászló hasonlít a többi brit gyarmat zászlójához: A bal felső sarokban a Union Jack, a zászló többi része kék hátterű és a helyi címer vagy valami helyi különlegesség látható rajta. Új-Dél-Wales zászlaját a Szent György keresztet a jellegzetes angol oroszlán díszíti, valamint a Dél keresztje négy csillaga.